# Nícolas Sessler
Nícolas Mariotto Sessler (Ribeirão Preto, 29 april 1994) is een Braziliaans wielrenner die als beroepsrenner reed voor onder andere Burgos-BH.

## Carrière
In juli 2016 werd Sessler negentiende in het eindklassement van de Ronde van de Aostavallei. Later die maand startte hij in de Kreiz Breizh Elites, waar hij uiteindelijk bovenaan het jongerenklassement zou eindigen. In oktober werd hij negentiende in de Piccolo Ronde van Lombardije.
Als stagiair bij Israel Cycling Academy in 2017 werd Sessler onder meer zeventiende in de Pro Ötztaler 5500 en vijftigste in de Coppa Sabatini. In 2018 werd hij prof bij Burgos-BH. De Braziliaan zou drie seizoenen voor deze ploeg koersen en vervolgens een sportieve stap terug zetten naar het Australische Global 6 Cycling

## Overwinningen
2016
Jongerenklassement Kreiz Breizh Elites
2024
2e etappe Ronde van Salalah
Eindklassement Ronde van Salalah

## Resultaten in voornaamste wedstrijden
|      | \| Jaar \| Clásica San Sebastián \| \| WK op de weg \| \| ---- \| --------------------- \| \| ------------ \| \| 2018 \| \| \| opgave \| \| 2019 \| 81e \| \| \| \| 2020 \| \| \| \| \| 2021 \| \| \| \| \| 2022 \| \| \| opgave \| \| 2023 \| \| \| opgave \| |  |              |
| Jaar | Clásica San Sebastián |  | WK op de weg |
| 2018 | |  | opgave       |
| 2019 | 81e |  |              |
| 2020 | |  |              |
| 2021 | |  |              |
| 2022 | |  | opgave       |
| 2023 | |  | opgave       |

## Ploegen
- 2017 –  Israel Cycling Academy (stagiair vanaf 3-8)
- 2018 –  Burgos-BH
- 2019 –  Burgos-BH
- 2020 –  Burgos-BH
- 2021 –  Global 6 Cycling
- 2022 –  Global 6 Cycling
- 2023 –  Global 6 Cycling
- 2024 –  Victoria Sports Pro Cycling Team
- 2025 –  Victoria Sports Pro Cycling Team

Boivin · Craven · Dempster · Díaz · Goldstein · Lemus · Lowndes · Neilands · Perry · Räim · Sagiv · Schreurs · Turek · Williams · van Winden · Yechezkel · Einhorn (stagiair) · Niv (stagiair) · Sessler (stagiair)
Cabedo · Cubero · Ezquerra · González · Herklotz · Langellotti · López · Mamykin · Mendes · Merino · Mitri · Robredo · Rubio · Salas · Sessler · Simón · Torres
Bico · Bol · Cabedo · Cubero · Ezquerra · Fernandes · Fuentes · Gibson · Langellotti · López · Madrazo · Mitri · Peñalver · Robredo · Rubio · Sessler · Sureda · Vilela
Aalrust · Becking · Berlin · Bongiorno · Hansen · Jones · Koerjanov · Mitri · O'Donnell · Paluta · Pettersen · Pithie · Sessler · Steinacher
Benton · Fernández · Hailemichael · Mitri · Morris · Peltonen · Schunk · Sessler · Sunderland · Watts · Williams · Young
Ballabio · Bilyard · Fitzwater · Fredriksen · Harvey · Heany · Hjorth · Koyama · Moreno · Ormiston · Russell · Şampiyonbisiklet · Sessler · Wirtgen